# Gle Teungoh
Gle Teungoh är en kulle i Indonesien.   Den ligger i provinsen Aceh, i den västra delen av landet, 1 800 km nordväst om huvudstaden Jakarta. Toppen på Gle Teungoh är 251 meter över havet.
Terrängen runt Gle Teungoh är huvudsakligen kuperad, men åt sydväst är den platt. Runt Gle Teungoh är det ganska tätbefolkat, med 58 invånare per kvadratkilometer. I omgivningarna runt Gle Teungoh växer i huvudsak städsegrön lövskog.